# 琴形管巢蛛
琴形管巢蛛（学名：Clubiona lyriformis）为管巢蛛科管巢蛛属的动物。在中国大陆，分布于湖北等地。该物种的模式产地在湖北巴东。